# نبردناو کلاس ایلینوی
نبردناو کلاس ایلی‌نوی (به انگلیسی: Illinois-class battleship) یک کلاس از کشتی است که طول آن ۳۶۸ فوت (۱۱۲ متر) می‌باشد.